# Gössäter

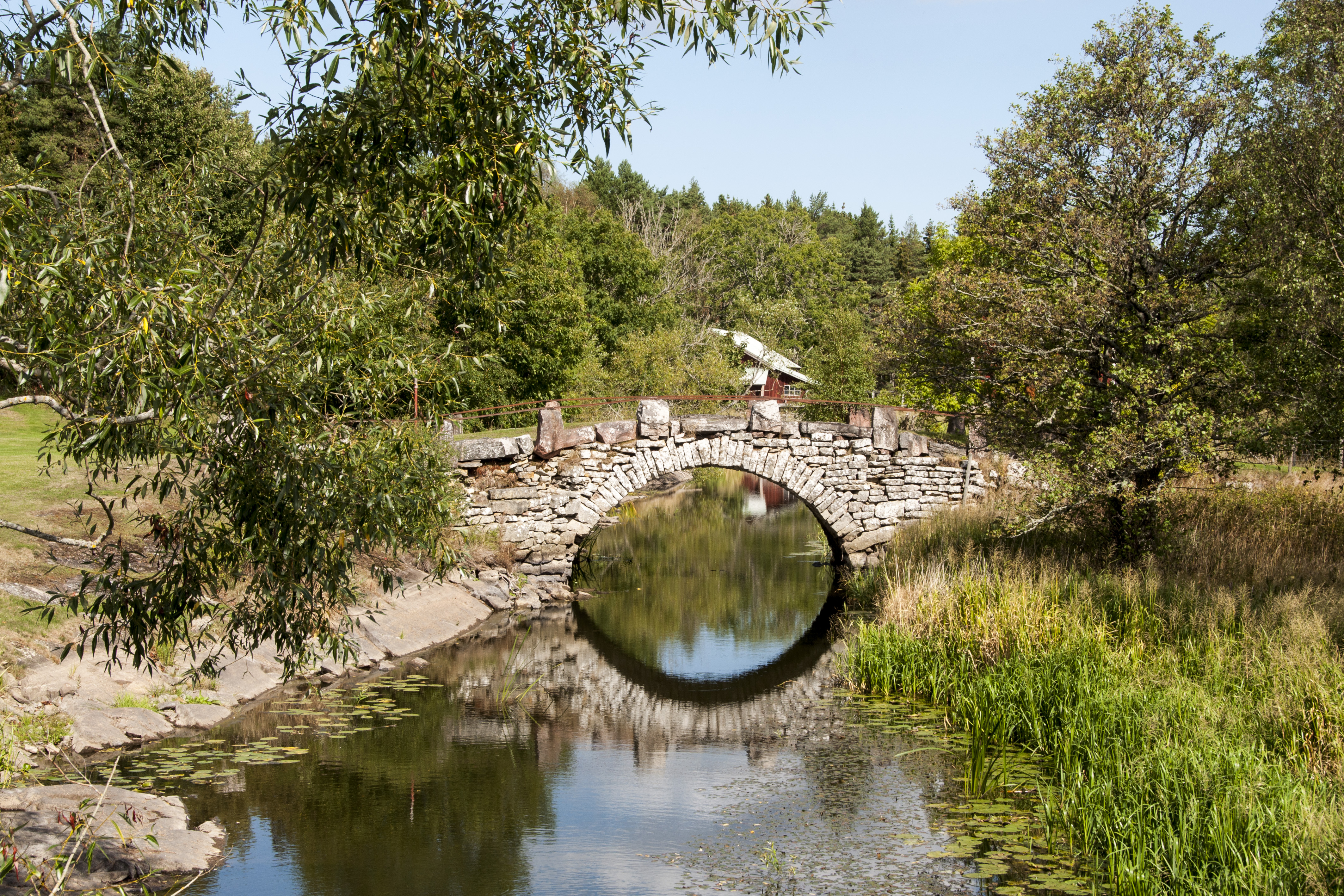
Stenbro vid Stampen, Gössäter.

Gössäter är en småort i Fullösa socken i Götene kommun, Västra Götalands län. Orten ligger 4 kilometer söder om Hällekis och 10 kilometer norr om Götene.

## Historik
Gössäter omnämns 1312 som Götsätrum. Namnet kommer sannolikt av det fornsvenska mansnamnet Göt och säter, troligen i betydelsen 'skogsäng, utmarksäng'.
År 1890 uppförde Lars W Kylberg i Gössäter en anläggning för utvinning av olja ur alunskiffer, en så kallad "oljekok". Produktionen lades dock ner redan 1897 då lönsamheten inte var den förväntade. 
En ny anläggning, liksom hyreshus, tjänstebostäder och kontorslokaler, uppfördes i slutet av 1910-talet och arbetskraft hämtades från hela landet. Projektet pågick i två år varpå produktionen åter lades ner och företagets tillgångar såldes. Bland annat avstyckades ett antal nu villabebyggda tomter på orten i samband med detta.
I början av 1930-talet fanns här förutom järnvägsstation för Västergötland-Göteborgs Järnvägar ett kalkbrott och stenhuggeri, samt omkring 300 innevånare.

### Befolkningsutveckling
| Befolkningsutvecklingen i Gössäter 1960–2015                                                               | Befolkningsutvecklingen i Gössäter 1960–2015 | Befolkningsutvecklingen i Gössäter 1960–2015 | Befolkningsutvecklingen i Gössäter 1960–2015 | Befolkningsutvecklingen i Gössäter 1960–2015 |
| --- | -------------------------------------------- | -------------------------------------------- | -------------------------------------------- | -------------------------------------------- |
| |                                              |                                              |                                              |                                              |
| År |                                              |                                              | Folkmängd                                    | Areal (ha)                                   |
| 1960 | 1960                                         |                                              | 178                                          | ¤                                            |
| 1965 | 1965                                         |                                              | 215                                          |                                              |
| 1970 | 1970                                         |                                              | 219                                          |                                              |
| 1975 | 1975                                         |                                              | 214                                          |                                              |
| 1980 | 1980                                         |                                              | 217                                          |                                              |
| 1990 | 1990                                         |                                              | 186                                          | 27#                                          |
| 1995 | 1995                                         |                                              | 183                                          | 30#                                          |
| 2000 | 2000                                         |                                              | 167                                          | 30#                                          |
| 2005 | 2005                                         |                                              | 161                                          | 30#                                          |
| 2010 | 2010                                         |                                              | 181                                          | 30#                                          |
| 2015 | 2015                                         |                                              | 171                                          | 37#                                          |
| Anm.: Ny tätort 1965. Upphörde som tätort 2000. ¤ Som tätortsbebyggelse med 150-199 invånare # Som småort. |                                              |                                              |                                              |                                              |

## Bildgalleri

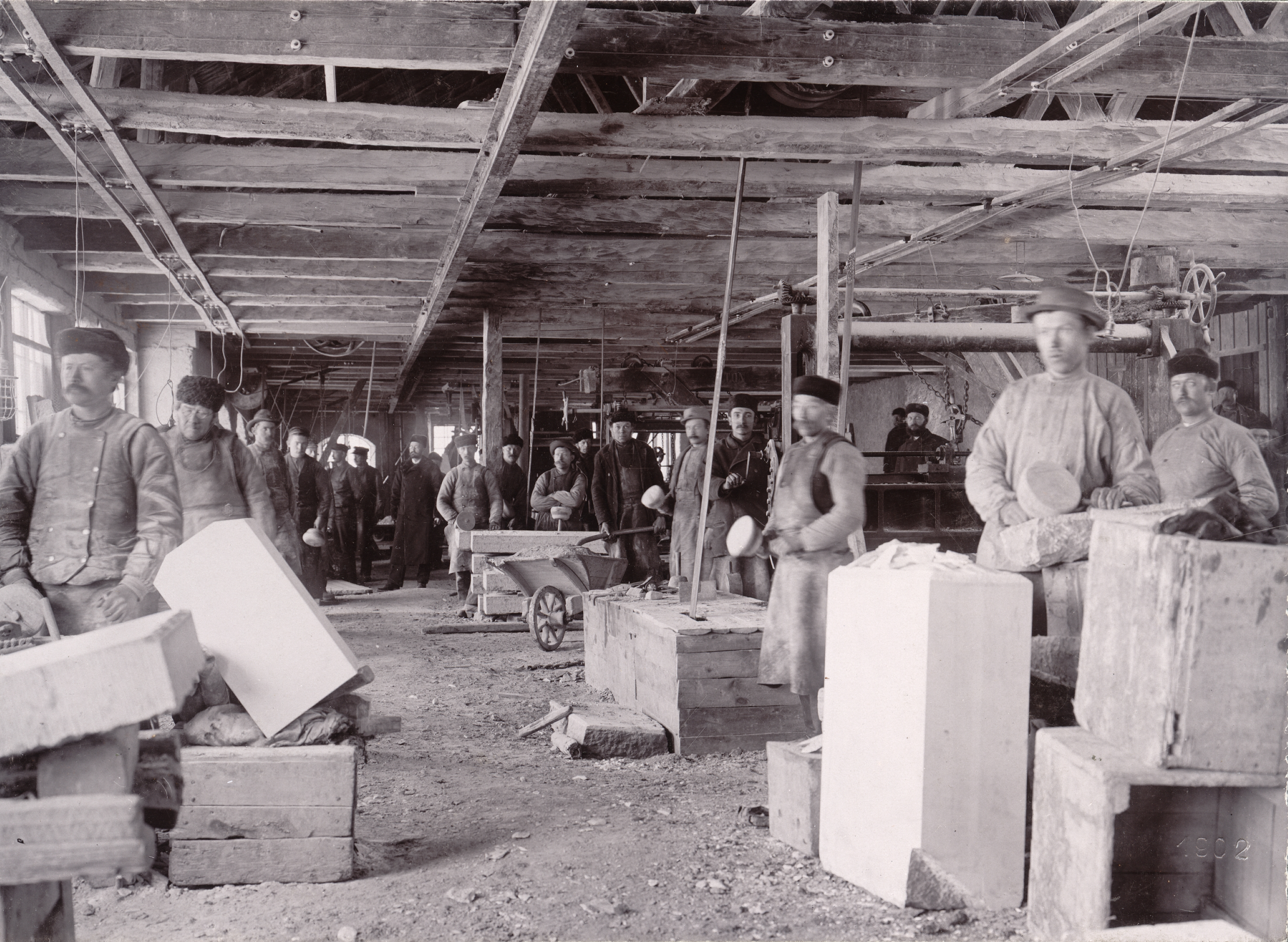
Gössäters stenhuggeri, 1902. Foto: Werner Lindhe.
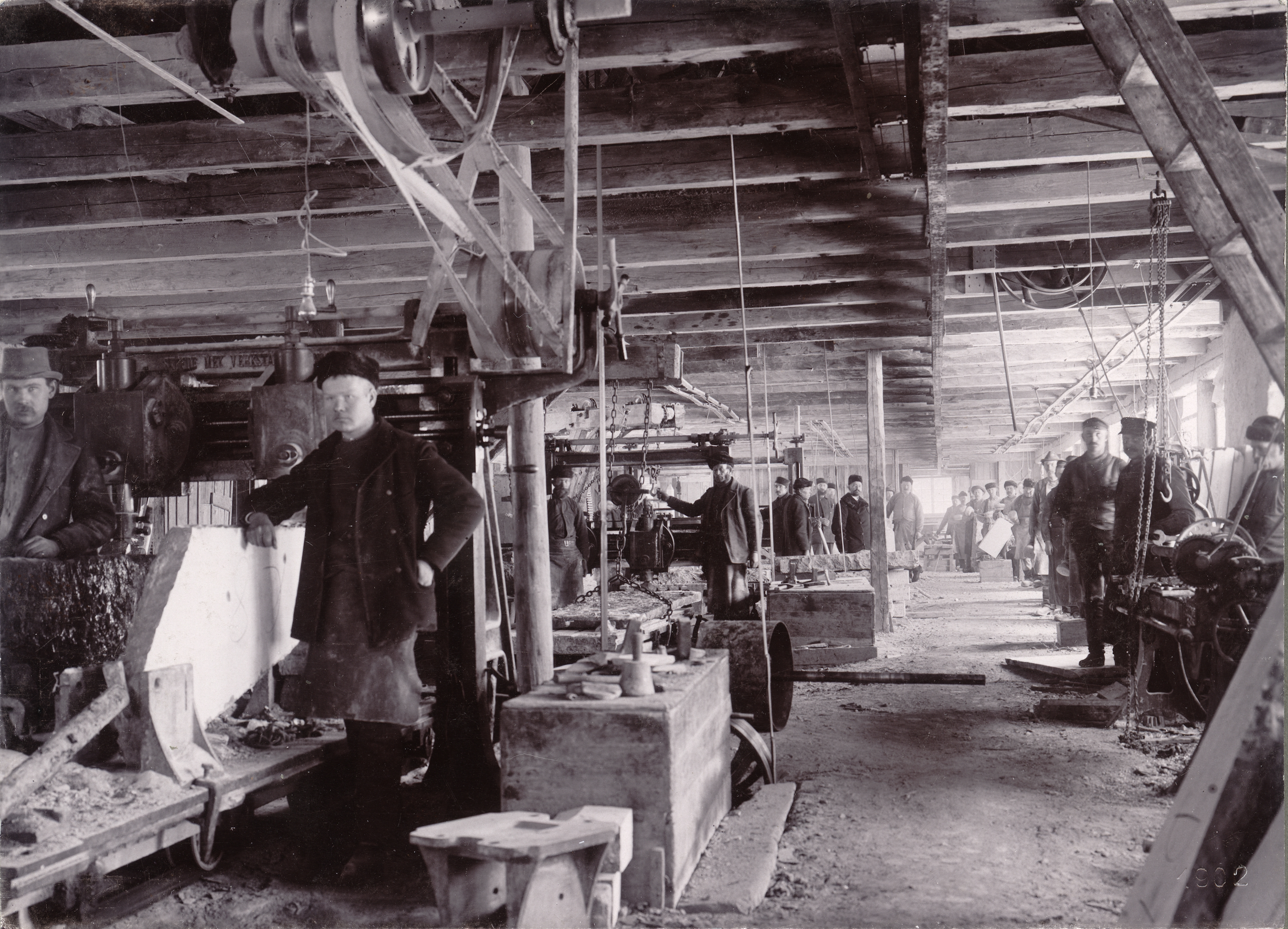
Gössäters stenhuggeri, 1902. Foto: Werner Lindhe.